# Wolfgang Wohlers
Wolfgang Wohlers (* 1962 in Hamburg) ist ein deutscher Rechtswissenschaftler und Hochschullehrer an der Universität Basel.

## Leben
Wohlers studierte ab 1983 Rechtswissenschaften an der Universität Hamburg, wo er sein Studium 1988 mit dem Ersten Juristischen Staatsexamen beendete. Anschließend arbeitete er in Hamburg als wissenschaftlicher Mitarbeiter von Gerhard Fezer. Dort promovierte er 1992 zum Dr. iur. Nach seinem anschließenden Referendariat und dem zweiten Staatsexamen 1994 in Hamburg arbeitete Wohlers bis 2000 als Rechtsanwalt in Hamburg. 1999 habilitierte er sich an der Universität Basel und erhielt die Venia legendi für die Fächer Straf- und Strafprozessrecht.
Nach anschließenden Lehrstuhlvertretungen an der Universität Würzburg, der Universität Rostock und der TU Dresden hatte er ab 2000 eine Professur in Dresden inne. Im Februar 2001 wechselte er an die Universität Zürich. Dort war er von 2010 bis 2012 Dekan der rechtswissenschaftlichen Fakultät. Zum Februar 2015 wechselte Wohlers auf den Lehrstuhl für Strafrecht und Strafprozessrecht an der Universität Basel, den er seitdem innehat.

## Werke (Auswahl)
- Entstehung und Funktion der Staatsanwaltschaft - Ein Beitrag zu den rechtshistorischen und strukturellen Grundlagen des reformierten Strafverfahrens. Duncker & Humblot, Berlin 1994, ISBN 978-3-428-07856-1 (Dissertation).
- Deliktstypen des Präventionsstrafrechts - zur Dogmatik "moderner" Gefährdungsdelikte. Duncker & Humblot, Berlin 2000, ISBN 978-3-428-09947-4 (Habilitationsschrift).
- mit Günter Stratenwerth: Schweizerisches Strafgesetzbuch - Handkommentar. 3. Auflage. Stämpfli, Bern 2013, ISBN 978-3-7272-8856-2.
- mit Jan C. Schuhr und Hans Kudlich: Klausuren und Hausarbeiten im Strafrecht. 4. Auflage. Nomos, Baden-Baden 2014, ISBN 978-3-8487-1253-3.